# Àlex Brendemühl i Gubern
Àlex Brendemühl i Gubern   (Barcelona, 27 de novembre de 1972) és un actor català de cinema i teatre. Com a actor, s'ha especialitzat en personatges introspectius i obsessius.
Fill de pare alemany i mare catalana, va estudiar al Col·legi Alemany de Barcelona. És llicenciat en Art Dramàtic per l'Institut del Teatre de Barcelona i també ha cursat cinc anys de fagot i solfeig i tres de saxo. Parla català, castellà, anglès, francès i alemany.
Va començar la seva carrera d'actor al teatre i després va saltar a la televisió, on ha participat en múltiples sèries i telefilms. El seu primer paper com a protagonista d'un film fou l'any 1999 a Un banco en el parque, d'Agustí Vila. L'any 2007 va estrenar El silenci abans de Bach, de Pere Portabella. També ha estat coautor del guió de Yo (Rafa Cortés, 2007), film que guanyà el premi de Pel·lícula Revelació de la crítica a Canes. Ha participat en la sèrie Jet lag. L'any 2009 va dirigir el seu primer curtmetratge, Rumbo a peor (2009), que va participar en la secció oficial del festival de Canes. En la temporada 2010-2011 del Liceu va participar en el repartiment de l'òpera El caçador furtiu.
El 2016 va rodar El somni de la Gabrielle (títol original en francès: Mal de pierres), pel·lícula francesa dirigida per Nicole Garcia, al costat de Marion Cotillard i Louis Garrel, basada en una adaptació de la novel·la Mal de pedres de l'escriptora d'ascendència sarda Milena Agus.

## Filmografia
- 1995: El perquè de tot plegat
- 1996: El diari d'Anna Frank, de Peter Van Daan
- 1996: Razones sentimentales
- 1997: El retaule del flautista
- 1999: Pirata
- 1999: Sobreviviré
- 1999: Un banco en el parque, d'Agustí Vila[1]
- 2000: Una bella inquietud, curtmetratge
- 2000: Dones
- 2003: Les hores del dia, de Jaime Rosales
- 2003: A la ciutat, dirigida per Cesc Gay
- 2004: Inconscients, escrita i dirigida per Joaquim Oristrell
- 2004: Entre viure i somiar
- 2005: Vorvik
- 2005: Ar meno un quejío
- 2006: Remake, de Roger Gual
- 2006: La cadira, de Julio Wallovits
- 2006: 53 dies d'hivern, de Judith Colell
- 2007: Yo, de Rafa Cortés
- 2007: El silenci abans de Bach, de Pere Portabella
- 2008: Les dues vides d'Andrés Rabadán
- 2009: Rabia
- 2009: Die Liebe der Kinder
- 2009: El cònsol de Sodoma
- 2010: Herois, dirigida per Pau Freixas i coescrita amb Albert Espinosa
- 2010: Entrelobos
- 2010: La mosquitera, d'Agustí Vila
- 2011: El bosc
- 2012: Insensibles
- 2013: Wakolda
- 2015: Truman, de Cesc Gay
- 2015: Chiamatemi Francesco - Il Papa della gente
- 2015: Twice Upon a Time in the West
- 2016: El somni de la Gabrielle (Mal de pierres)
- 2016: Wann endlich küsst Du mich?
- 2016: 7 años
- 2017: Detour
- 2017: Rewind: Die zweite Chance
- 2017: La prière
- 2018: El vent és això
- 2018: Petra

## Teatre
- 1996: El retaule del flautista de Jordi Teixidor, dirigida per Joan Lluís Bozzo
- 1996: Salomé, d'Oscar Wilde, dirigida per Satoshi Miyagi (Cia. Kunauka)
- 2001: Los sobrinos del capitán Grant, dirigida per Paco Mir
- 2002: El sopar dels idiotes de Francis Veber, dirigida per Paco Mir
- 2004: Plou a Barcelona, de Pau Miró, dirigida per Toni Casares[2]
- 2006: Bales i ombres, dirigida per Pau Miró
- 2009: Dead Cat Bounce de Chris Kondek, dirigida per Chris Kondek (Teatre Lliure)
- 2010: Más allá del puente, de David Botello, dirigida per Roger Gual[2]

## Televisió
- 2000: Andorra, entre el torb i la Gestapo, minisèrie dirigida per Lluís Maria Güell.
- 2006: Després de la pluja, telefilm dirigit per Agustí Villaronga.[2]
- 2007: Elles i jo, minisèrie dirigida per Bernard Stora i coproduïda per l'Institut del Cinema Català, Televisió de Catalunya i altres productores.[2]
- 2007: Plou a Barcelona, telefilm dirigit per Carles Torrens.[2]
- 2008: Les veus del Pamano, minisèrie dirigida per Lluís M. Güell.[2]
- 2011: Meublé. La casita blanca, de Sílvia Munt

## Premis i nominacions

### Premis Gaudí
| Any  | Categoria              | Pel·lícula                      | Director              | Resultat  |
| ---- | ---------------------- | ------------------------------- | --------------------- | --------- |
| 2010 | Millor actor           | Les dues vides d'Andrés Rabadán | Ventura Durall        | Guanyador |
| 2013 | Millor actor           | El bosc                         | Óscar Aibar           | Nominat   |
| 2015 | Millor actor           | Stella cadente                  | Lluís Miñarro         | Nominat   |
| 2019 | Millor actor           | Petra                           | Jaime Rosales         | Nominat   |
| 2020 | Millor actor secundari | Madre                           | Rodrigo Sorogoyen     | Nominat   |
| 2021 | Millor actor           | L'ofrena                        | Ventura Durall        | Nominat   |
| 2023 | Millor actor secundari | Historias para no contar        | Cesc Gay              | Guanyador |
| 2024 | Millor actor secundari | Creatura                        | Elena Martín i Gimeno | Guanyador |

### Premi Sant Jordi de cinematografia
- 2008: Guanyador del Premi Sant Jordi al millor actor[2]